# Nowonikolsk (rejon mański)
Nowonikolsk (ros. Новоникольск) – wieś (dieriewnia) w Rosji, w Kraju Krasnojarskim, w rejonie mańskim. W 2010 liczyła 399 mieszkańców.